# 四月天琴座流星雨
四月天琴座流星雨是出現在每年的4月15日至4月28日的著名流星雨，最大期在4月22日。這個流星雨已經觀察了2,600年之久，他的母體是C/1861 G1 佘契爾彗星。

## 錯誤的流星雨名稱
國際天文聯會沒有「天琴座流星雨」這個名稱，因為天琴座共有三個流星雨，它們分別是：四月天琴座流星雨、天琴座λ流星雨和天琴座γ流星雨。使用「天琴座流星雨」這個名詞無法分辨出是那一個流星雨。

## 本體
中國的古籍《左傳》記錄了在西元前687年（在儒略曆之前）出現的四月天琴座流星雨：

夏四月辛卯夜恆星不見夜中星隕如雨

這個日期對應至格里曆中的5月22日。 
每年的4月下旬，地球會穿越佘契爾彗星（C/1861 G1）彗尾留下的塵埃帶，這樣的遭遇導致了四月天琴座流星雨的產生，高峰出現在4月22至23日。
無論在何處，最佳的觀測時間是在4月22日和4月23日的黎明之前。如果從凌晨2點一直觀看到日出，至少可以看見一打以上的流星。這個流星雨通常每小時可以看見5至20顆不等的流星，這些流星看起來好像都是從織女星那兒飛出來的，而到鄉村將能比在城市中看見的更多。
因為流星來自佘契爾彗星留下的塵埃。每年4月當地球穿越這些多塵埃的地帶時，大部分的大小還不到穀粒般的顆粒，就會以49Km/s的速度撞擊到地球的大氣層，並瓦解成一束束的光紋 —— 流星。
四月天琴座流星雨的流星通常都有如北斗七星中星星般明亮，可以說是中等的亮度，但是有些會特別耀眼，甚至比金星還亮。這些來自四月天琴座流星雨的火球可能會一分為二或是照印出影子，並且留下的煙塵痕跡可以殘留數分鐘之久。
通常，這個流星雨都很壯觀。幾乎每年的4月在高峰期天頂每時出現率都能見到5至20以上的流星，但是如果地球通過的是彗星残骸密度異常高的地區，流星的數量還會增加。在1982年，觀測者就記錄到每時出現率90，而1803年里士滿（Richmond）的大爆發，讓在維吉尼亞的新聞工作者寫下如下的報導：

“流星，這種放電的現象在星期三的早晨在理士滿和鄰近的地區被觀察到，驚動了許多人，並且令每個注意到的人都大吃一驚。從凌晨一點到三點，滿天的星點似乎通通都從天上落下來了！有如從天空降下了石頭的陣雨……”
四月天琴座流星雨原本比較接近織女星（中文名是織女一，西洋星名：天琴座α星），但隨著時間過去，流星雨的輻射點位置現時已經遠離織女星，所以這個流星雨不是以「天琴座α流星雨」命名，而是採用「四月天琴座流星雨」這個名稱。

## 註解和參考資料
1. ↑  Arter, T. R.; Williams, I. P. . Monthly Notices of the Royal Astronomical Society. 1997, 289 (3): 721–728  [2007-11-02]. （原始内容存档于2018-01-06）.
2. ↑  IAU Meteor Data Center, List of all showers
3. ↑  Some sources claims it was March 16, which can't be right. First, March 16 they claimed was actually in proleptic Gregorian calendar; Second, it was not in summer as original text have described clearly.

## 其他資源
- 4月的天琴座流星雨（英文）
- 2008年的流星雨曆(Gary Kronk)（页面存档备份，存于）
- 小行星23187軌道圖（阿波羅小行星） （页面存档备份，存于）